# Gabrielle Calvocoressi
Gabrielle Calvocoressi (Connecticut, 1974) é uma poetisa, editora, ensaísta e professora estadunidense.

## Vida e carreira
Gabrielle Calvocoressi nasceu em 1974, no centro de Connecticut. Sua família possuía salas de cinemas, incluindo um drive-in, em várias pequenas cidades do estado. Calvocoressi, que é uma lésbica não-binária, usou sua escrita para refletir sobre a doença mental e o suicídio de sua mãe; seu trabalho também explora as pequenas cidades americanas, história, sexualidade, fé, violência, gênero e o corpo.
Gabrielle estudou no Sarah Lawrence College e obteve um MFA pela Universidade de Columbia.
Lecionou de poesia na como visitante UCLA, Bennington College e UC-Irvine, e teve uma bolsa Stegner e uma Jones Lectureship na Universidade de Stanford. Também lecionou no programa de MFA no California College of the Arts.
Gabrielle Calvocoressi edita poesia da Los Angeles Review of Books (LARB). Partindo de seu "profundo interesse em abordagens interdisciplinares para escrita, arte e cultura ecológica", Gabrielle criou o Voluble, um "espaço de criadores fora da página para escritores e artistas de todos os tipos", com apoio do LARB.
Gabrielle escreveu sobre suas experiências com o nistagmo e como a diferença visual/neurológica moldou seu trabalho na poesia e na leitura.
Gabrielle agora ensina no Programa de Mestrado em Belas Artes para Escritores do Warren Wilson College, e na Universidade da Carolina do Norte em Chapel-Hill, tendo o título de professor associado e sendo bolsista Walker Percy em Poesia. Atualmente, atua na direção da Conferência Frost Place sobre Poesia em Franconia, NH.

## Vida pessoal
Em 2017, Gabrielle Calvocoressi morava na Carolina do Norte com sua parceira Angeline Shaka.

## Prêmios e honrarias
- 2000 - Stegner Fellowship na Universidade de Stanford.[17]
- 2002 - Prêmio de Escritores da Fundação Rona Jaffe de 2002.[18]
- 2002 - Jones Lectureship na Universidade de Stanford.[8]
- 2006 - Prêmio Connecticut Book de 2006 em Poesia, vencedor por A Última Vez que Vi Amelia Earhart.[19]
- 2009 - Prêmio do livro Los Angeles Times de 2009, finalista por Apocalyptic Swing.[20]
- 2012 - Residência de escritores da Fundação Lannan em Marfa, 2012.[21]

## Trabalhos
- A Última Vez Que Vi Amélia Earhart. Persea Books. 2005. OCLC 56591239
- Balanço Apocalíptico. Persea Books. 2009. ISBN 9780892553532 . OCLC 892496860
- O Novo Livro de Economia Vol. 1: Festas Baratas, Saudáveis e Esperançosas para 2017.[22][23]
- Rocket Fantastic. Persea Books. Setembro de 2017. ISBN 9780892554850 . OCLC 1008903574